# اس‌اس کوپتیک (۱۸۸۱)
اس‌اس کوپتیک (۱۸۸۱) (به انگلیسی: SS Coptic (1881)) یک کشتی بود که طول آن ۴۳۰ فوت ۲ اینچ (۱۳۱٫۱۱ متر) بود. این کشتی در سال ۱۸۸۱ ساخته شد.